# Чамара, Виктор Фёдорович
Виктор Фёдорович Чамара (8 октября 1952, Ковалевка, Полтавского района — 4 сентября 2018) — заслуженный журналист Украины. Бывший генеральный директор Государственного информационного агентства Украины — УКРИНФОРМ.

## Биография
Родился 8 октября 1952 года в селе Ковалевка Полтавского района Полтавской области.
В 1970 году, по окончании общеобразовательной школы поступил на факультет журналистики Киевского государственного (в настоящее время национального) университета имени Т. Г. Шевченко, который закончил в 1975 году.
В 1984—1985 годах — слушатель Академии общественных наук в Москве.
С мая 1975 года начал трудовую деятельность с зачисления в штат в Радио-телеграфное агентство Украины — РАТАУ (в настоящее время Украинское национальное информационное агентство УКРИНФОРМ). Был старшим редактором, обозревателем, ответственным выпускающим, заведующим редакцией, заместителем главного редактора.
В 1985 году назначен главным редактором, а в июле 1990 года постановлением Совета Министров УССР — заместителем директора Укринформа.
С июля 1993 года — первый заместитель генерального директора.
С февраля 1997 года — первый заместитель генерального директора ДИНАУ (в настоящее время УКРИНФОРМ).
Указом Президента Украины от 24.05.1999 г. назначен генеральным директором Государственного информационного агентства Украины, в настоящее время УКРИНФОРМ.
Творческий путь начал ещё во время учёбы в школе:
с 1967 года в качестве сельского корреспондента постоянно печатался в районной газете.
с 1972 года в качестве внештатного сотрудника работал в «Спортивній газеті», газетах «Комсомолець Полтавщини», «Молодь України».
В 1986 году, в числе первых украинских журналистов принял участие в освещении событий, связанных с ликвидацией аварии на ЧАЭС.
В декабре 1988 года освещал события, связанные с ликвидацией последствий разрушительного землетрясения в армянских городах Спитак и Кировакан при участии Украины и украинских специалистов.
Автор ряда информационных проектов, инициатор создания Причерноморской ассоциации национальных информационных агентств.
Член Всемирного совета руководителей информационных агентств.
Глава Ревизионной комиссии Национального Союза журналистов Украины трех каденций.
Женат, имеет двух дочерей.
Лауреат журналистской премии «Золотое перо».
Награждён грамотой Президиума Верховного Совета УССР, орденом «За заслуги» III степени, медалью «На пам‘ять 1500-ліття м. Києва», отмечен «Подякою Президента України», Почетной Грамотой Верховной Рады Украины, Почетной Грамотой Кабинета Министров Украины.
Скончался 4 сентября 2018 года